# Vic Chou
Vic Chou (en chino: 周渝民, pinyin: Zhō Yumin, 9 de junio de 1981-), es un actor, cantante y modelo comercial taiwanés.

## Biografía
Nació el 9 de junio de 1981. Su madre tiene ascendencia aborígenes taiwanesa perteneciente al linaje de los atayales, mientras que su padre es de ascendencia Linyi, de la provincia de Shandong.
Vic comenzó a salir con la actriz taiwanesa Reen Yu, después de 4 años la pareja se casó en noviembre del 2015 y más tarde en agosto del 2016 le dieron la bienvenida a su primera hija juntos.

## Carrera
Su nombre artístico, 周渝民, literalmente, significa "Persona totalmente cambiada". Tenía la única variación a partir de su nombre de nacimiento, 周育民 (pinyin: Zhō Yumin), que literalmente significa "persona completamente alimentado y criado".
Fue miembro de la banda musical F4, siendo el más joven de la banda fue apodado como el bebé de F4. 
Ha protagonizado en diferentes series y dramas de televisión. 
En octubre del 2020 se anunció que se uniría al elenco principal de la serie taiwanesa Chaser of Evil.

## Filmografía

### Series de televisión[7][8]
| Año    | Título                       | Título en chino | Personaje                          | Notas        |
| ------ | ---------------------------- | --------------- | ---------------------------------- | ------------ |
| 2001   | Meteor Garden                | 流星花園        | Huā Zé Lèi (花澤類)                |              |
| 2001   | Poor Prince                  | 貧窮貴公子      | Shān Tián Tài Láng (山田太郎)      |              |
| 2001   | Meteor Rain                  | 流星雨          | Huā Zé Lèi (花澤類)                |              |
| 2002   | Come to My Place             | 來我家吧        | Zhang Zhong Yuan (張中原)          |              |
| 2002   | Meteor Garden II             | 流星花園 2      | Huā Zé Lèi (花澤類)                |              |
| 2003   | Love Storm                   | 狂愛龍捲風      | Lù Yǐng Fēng (陸穎風)              |              |
| 2004   | Mars                         | 戰神Mars        | Chén Líng (陳零) Chén Shèng (陳聖) |              |
| 2006   | Silence                      | 深情密碼        | Qi Wei Yi (戚偉易)                 |              |
| 2007   | Sweet Relationship           | 美味關係        | Fang Zhi Tian (方織田)             |              |
| 2008   | Wish to See You Again        | 這裡發現愛      | Xu Le (許樂)                       |              |
| 2009   | Black and White              | 痞子英雄        | Chen Zai Tian (陳在天)             |              |
| 2009   | The Last Night of Madam Chin | 金大班最後一夜  | Sheng Yue Ru (盛月如)              |              |
| 2012   | Coming Home                  | 回家            | Su Tai Ying (苏台英)               |              |
| 2017   | Beauties in the Closet       | 櫃中美人        | Li Han                             |              |
| 2018   | The Flame's Daughter         | 烈火如歌        | Yin Xue                            | 52 episodios |
| 2020 - | Palace of Devotion           | 大宋宫词        | Zhao Heng                          |              |
| 2021 - | Chaser of Evil               | 追凶者          |                                    |              |

### Películas
| Año  | Título                          | Título en chino  | Personaje            |
| ---- | ------------------------------- | ---------------- | -------------------- |
| 2008 | Linger                          | 蝴蝶飛           | Lin Xu Dong (林旭東) |
| 2008 | Tea Fight                       | 鬪茶             | Yang (楊)            |
| 2010 | Love You for Ten Thousand Years | 愛你一萬年       | Wu Qi Feng (吴奇峰)  |
| 2011 | Sleepless Fashion               | 与时尚同         | Zhou Xiaohui         |
| 2012 | Perfect Two                     | 新天生一对       | Ah B (阿B)           |
| 2013 | Saving General Yang             | 忠烈楊家將       | Yang San Lang        |
| 2013 | Day of Redemption               | 早見晚愛         | Gu Bin               |
| 2013 | A Moment of Love                | 回到愛開始的地方 | Xu Nianzu            |
| 2014 | Don't Go Breaking My Heart 2    | 單身男女2        | Cheng Zijian         |
| 2015 | Detective Gui                   | 宅女偵探桂香     | Ah Zhe               |
| 2015 | Go Lala Go 2                    | 杜拉拉追婚记     | Wang Wei             |
| 2016 | S Storm                         | S風暴            | Song Renxin          |
| 2016 | Perfect Couple                  | 天生不對         | Qin Rui              |

### Revistas / sesiones fotográficas
| Año  | Revistas              | Notas                      |
| ---- | --------------------- | -------------------------- |
| 2019 | MRRM Magazine         | (publicación de noviembre) |
| 2019 | Harper’s Bazaar China | junto a Liu Tao            |
| 2019 | Men’s Uno Taiwan      | publicación de junio       |

### Apariciones en programas
| Año              | Programa   | Notas                  |
| ---------------- | ---------- | ---------------------- |
| 2012, 2015, 2018 | Happy Camp | 3 episodios - invitado |

## Discografía

### Álbumes en solitario
| Álbum # | Título               | Título en chino | Lanzamiento           | Etiqueta          | Idioma   | Género   | Formato           |
| ------- | -------------------- | --------------- | --------------------- | ----------------- | -------- | -------- | ----------------- |
| 1st     | Make a Wish          |                 | 11 de enero de 2002   | Sony Music Taiwan | Mandarin | Mandopop | Studio album (CD) |
| 2nd     | Remember, I Love You | 記得我愛你      | 2 de enero de 2004    | Sony Music Taiwan | Mandarin | Mandopop | Studio album (CD) |
| 3rd     | I'm Not F4           | 我不是F4        | 29 de octubre de 2007 | Sony Music Taiwan | Mandarin | Mandopop | Studio album (CD) |

### Bandas sonoras
| Año  | Título en inglés               | Título en chino     | Lista de canciones                                                               |
| ---- | ------------------------------ | ------------------- | -------------------------------------------------------------------------------- |
| 2003 | Love Storm Original Soundtrack | 抂愛龍捲風 戀曲 OST | I breathe you (我呼吸你)                                                         |
| 2004 | Mars Original Soundtrack       | 戰神MARS            | Let Me Love You - 讓我愛你 duet with Barbie Xu (pinyin, Rang Wǒ Ài Nǐ) (Track 2) |
| 2004 |                                | 百事音樂風雲榜      | Just For You                                                                     |
| 2006 | Silence Original Soundtrack    | 深情密碼            | Familiar Gentleness - 熟悉的温柔 (pinyin, Shou Xi De Wen Rou) (Track 1)          |

### Con F4
| Álbum # | Información del álbum | Lista de canciones |
| ------- | --- | --- |
| 1st     | Meteor Rain (流星雨) - Format: Studio album (CD) - Released: November 2001 - Label: Sony Music Taiwan - Language: Mandarin - Genre: Mandopop            | - 為你執著 - (wei ni zhi zhuo / Persistence For You) - 最特別的存在 - (zui te bie de cun zai / The Most Special Existence) |
| 2nd     | Fantasy 4ever (煙火的季節) - Format: Studio album (CD) - Released: December 2002 - Label: Sony Music Taiwan - Language: Mandarin - Genre: Mandopop      | - 一個人的冬季 (yi ge ren de dong ji / Lonely Winter) - 怎麽會是你 - (zen me hui shi ni / How Is It You)                   |
| 3rd     | Waiting for you (在這裡等你) - Format: Studio album (CD) - Released: 28 December 2007 - Label: Sony Music Taiwan - Language: Mandarin - Genre: Mandopop | - 殘念 (can nian) - 白 (bai / White)                                                                                       |

## Apoyo de productos
| Año  | Producto                                      | Categoría producto    |
| ---- | --------------------------------------------- | --------------------- |
| 2001 | 滴可明雙氧液                                  | Eye Drops             |
| 2001 | 金庸群俠傳網路遊戲/ Chinesegamer On-line Game | Online Game           |
| 2001 | 代言卡拉網                                    | Website               |
| 2001 | 代言MyMuch.com                                | Website               |
| 2001 | 西門子手機                                    | Mobile Phone          |
| 2002 | 古道貴爵純真不滅定律奶茶                      | Beverage, Milk        |
| 2002 | 聯想                                          | Computer              |
| 2002 | 綠飄                                          | Shampoo               |
| 2002 | 名樂球鞋                                      | Apparel               |
| 2002 | S&K休閒服飾                                   | Apparel               |
| 2002 | 百事可樂 / Pepsi                              | Beverage              |
| 2002 | Kentex 休閒服飾                               | Apparel               |
| 2003 | 神之領域                                      | Online Game           |
| 2003 | Switch Yamaha                                 | Motor Cycle           |
| 2004 | 戒菸就贏                                      | Anti-smoking campaign |
| 2004 | 喔喔奶糖                                      | Candy                 |
| 2005 | Parco (Japan) - 白色情人節                    | Department Store      |
| 2007 | 台灣觀光                                      | Taiwan Tourism        |
| 2007 | 心路                                          | Charity               |
| 2008 | Lancome                                       | Cosmetics             |
| 2008 | 康師傅茉莉清茶                                | Beverage              |
| 2009 | 康師傅茉莉清茶                                | Beverage              |
| 2009 | Rejoice                                       | Shampoo               |
| 2009 | Sony                                          | Camera                |
| 2010 | Oden                                          | Dish                  |